# آموزش در نروژ
آموزش در نروژ برای کلیه کودکان ۶ تا ۱۶ ساله اجباری است.
سال تحصیلی در نروژ از اواسط اوت تا اواخر ژوئن سال بعد ادامه دارد. تعطیلات کریسمس از اواسط دسامبر تا اوایل ژانویه از نظر تاریخی سال تحصیلی نروژ را به دو حالت تقسیم می‌کند. در حال حاضر، دوره دوم در ابتدای ژانویه آغاز می‌شود.

## تاریخچه
قدمت آموزش سازمان یافته در نروژ به دوران قرون وسطی برمی گردد. اندکی پس از اینکه نروژ در سال ۱۱۵۳ به اسقف‌نشین تبدیل شد، مدارس کلیسای جامع برای آموزش کشیش‌ها در تروندهایم، اسلو، برگن و هامار ساخته شد.

## آموزش امروز

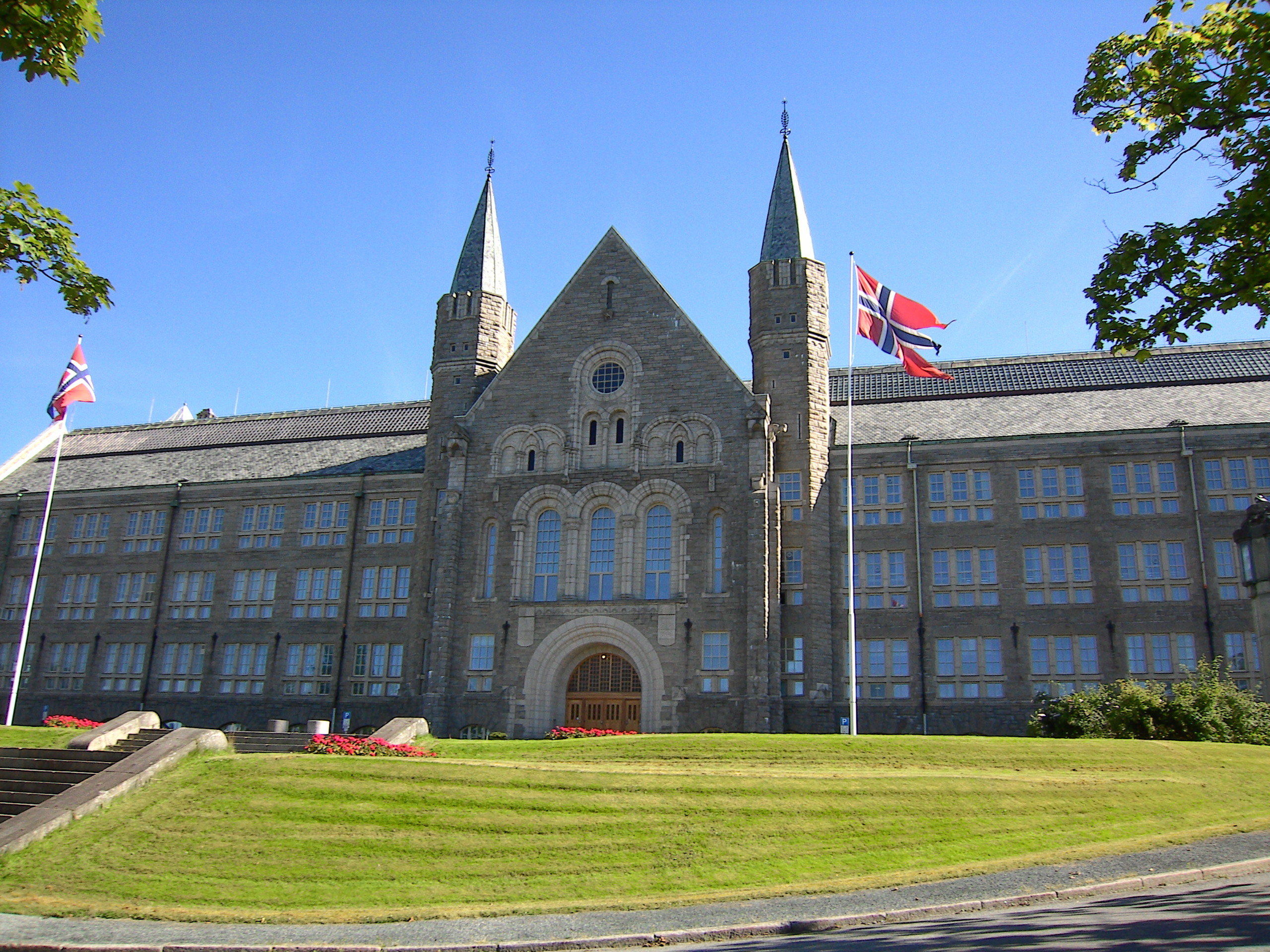
ساختمان اصلی دانشگاه علم و صنعت نروژ در تروندهایم.

سیستم مدارس نروژی را می‌توان به سه قسمت تقسیم کرد: مدرسه ابتدایی (بارنسکول، ۶ تا ۱۳ ساله)، دبیرستان متوسطه (آنگدومسکوله، سن ۱۶–۱۶ سال) و دبیرستان متوسطه (ویدرگون اسکوله، ۱۶ تا ۱۹ ساله). سطح دبستان و متوسطه اجباری است و معمولاً به آن Grunnskole گفته می‌شود (به معنای واقعی کلمه به معنی «مدرسه پایه» ترجمه می‌شود).